# Ино Анастасија
Ино (грчки: Ἰνὼ), касније Елија Анастасија (умрла 593.) је била византијска царица (578-582), супруга Тиберија II Константина. Носила је титулу августе до своје смрти. Такође је била и мајка Константине, византијске царице и супруге цара Маврикија (582-602). 

## Биографија

### Порекло и даја
Према Јовану Ефеском, Ино је потекла из Дафнудијума. Вероватно је то острво Дафнусија, крај обале Битиније у Црном мору. Најпре је била удата за оптија Јоанеса, нискорангираног официра византијске војске. Имали су ћерку, која је била верена за Тиберија. Први супруг и ћерка умрли су јој пре закључења брачног уговора. Због тога се сама Ино удала за Тиберија. Јован Ефески спомиње да су Ино и Тиберије имали троје деце. Две ћерке познате су по имену: Константина и Харита. Сматра се да је треће дете Тиберија и Ине умрло пре његовог добијања титуле цезара. 

### Цезарица
Тиберије је у време веридбе са Ино био Комес Екскубиторум (командант Екскубитора) под Јустином I. Јустин је, по неким изворима, патио од привремених напада лудила и није био у стању да извршава дужности, већ након пада Даре у руке Хозроја I, владара Сасанидске државе новембра 573. године. Према Гргуру Турском, руковођење државом преузела је Софија, нећака Теодоре и Јустина II. Евагрије Схоластик бележи да је Софија успела сама закључити трогодишње примирје са Хозројем. Међутим, као регенткињи су јој биле потребне присталице, те је изабрала Тиберија за свог сарадника и савладара. Према хроници Теофана Исповедника, Тиберије је именован цезаром 7. децембра 574. године. Јустин га је усвојио, те је Тиберије постао наследник византијског престола. Тада се Ино Анастасија јавља као цезарица и друга по значају жена Византијског царства. Константина и њена сестра Харито постају чланови царске породице. 
Црквена историја Јована Ефеског и хроника Теофана Исповедника сматрају да је Софија намеравала да се уда за Тиберија. Његову тренутну жену је због тога покушавала да потисне. Ино и њене ћерке нису смеле да уђу у Велику цариградску палату, већ су уместо тамо боравиле у палати Хормизда, резиденцији Јустинијана I, пре него што је ступио на престо. Према Јовану Ефеском, Тиберије им се придруживао свако вече и свако јутро се враћао у Велики двор. Софија је такође одбила да Константину и њену мајку пусти на двор. Ино је на крају напустила Цариград и отишла у Дафнудијум, своју претходну резиденцију. Према Јовану Ефеском, Тиберије је напустио Цариград, како би посетио Ино, када јој је позлило. Претпоставља се да је Ино повела и своје ћерке, када је отишла из Цариграда.

### Царица
Септембра 578. године Јустин је именовао Тиберија за свог савладара. Јустин је умро 5. октобра исте године, те је Тиберије тако постао једини цар. Према Јовану Ефеском, Софија је послала патријарха Евтихија Цариградског код новог цара. Патријарх је имао задатак да убеди Тиберија да се разведе од Ино. Софија је нудила како своју, тако и руку своје одрасле ћерке Арабије новом цару. Тиберије је одбио. Тиберије се бојао за сигурност своје жене и ћерки. Јован Ефески пише да су три жене тајно прокријумчарене у Цариград бродом, касно у ноћ. Ино је на јавној церемонији проглашена царицом и добила је титулу августе. Софија је такође задржала титулу царице и наставила да држи део палате за себе. Константина је постала једна од две царске кћери. Владавина њеног оца као цара била је релативно кратка. Тиберије се 582. године разболео, што је отворило питање наследника престола. Софија је утицала да се на престо доведе Маврикије, генерал који је остварио низ победа над Хормиздом IV, сином и наследником Хозроја I. Према Гргуру Турском, Софија је планирала да се уда за новог изабраника. 

### Име и религија
Према Јовану Ефеском, њено име се сматрало непримереним за хришћанску царицу, јер је имало хеленски призвук. Ино је била ћерка Кадма и Хармоније, идентификована са богињом Леукотејом. Као царица, Ино је добила име Анастасија (званично Елија Анастасија). Ново име предложила је тркачка фракција Плавих, док су њихови ривали Зелени предложили име Хелена. Анастасија није била једина августа. Софија је такође задржала своју титулу августе и управу над делом двора. Верска припадност Анастасије такође није позната. Према Јовану Ефеском, била је непријатељски расположена према халкедонској верској фракцији и имала је сазнања о њиховим веровањима. Међутим, Јован не помиње да је подржавала монофизитизам. 

### Удовица
Тиберије је умро 14. августа 582. године. Наследио га је Маврикије, генерал верен за Константину. Тако је Ино постала ташта новог цара. Брак њене ћерке закључен је на јесен 582. године на церемонији коју је водио патријарх Јован Посник. Детаљно је чин описан од стране Теофилакта Симокате. Константина је проглашена августом, али су и Софија и Ино задржале своје титуле. Јован Евески пише да су три августе живеле у Великој палати. Теофан Исповедник је убележио годину Инине смрти. Била је то 593. година. Сахрањена је поред свог мужа, у Цркви Светих Апостола. 